# Falooda
Le falooda ou faluda (en hindi : फ़ालूदा ; en ourdou : فالودہ ; en bengali : ফালুদা) est un dessert servi froid et qui est populaire dans le sous-continent indien. Il est traditionnellement préparé avec du sirop de rose, des vermicelles, des graines de psyllium (ispaghol) ou de basilic (sabza , takmaria), des perles de tapioca et des morceaux de gélatine avec du lait ou de l'eau. Les vermicelles employés sont faits de marante ; on trouve des versions en Inde utilisant des vermicelles de blé. Le falooda actuel est le résultat de nombreuses évolutions apportées par les marchands musulmans et les dynasties d'époques variées ayant vécu sur et à proximité du sous-continent, ainsi que des modifications apportées pour satisfaire les goûts de chacun.

## Histoire

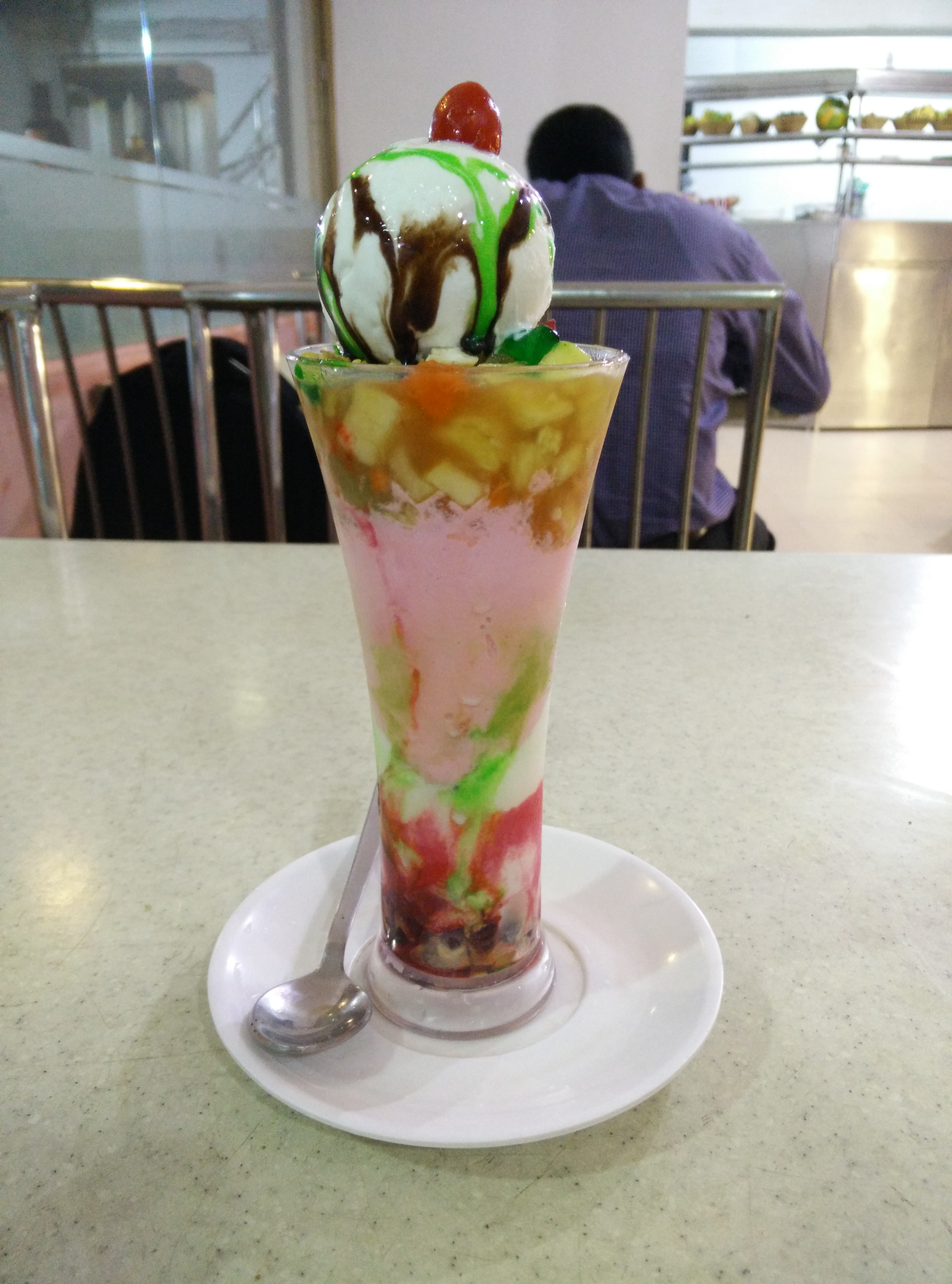
Falooda royal : une version plus riche avec plus de fruits, des noix et souvent une boule de glace au sommet.

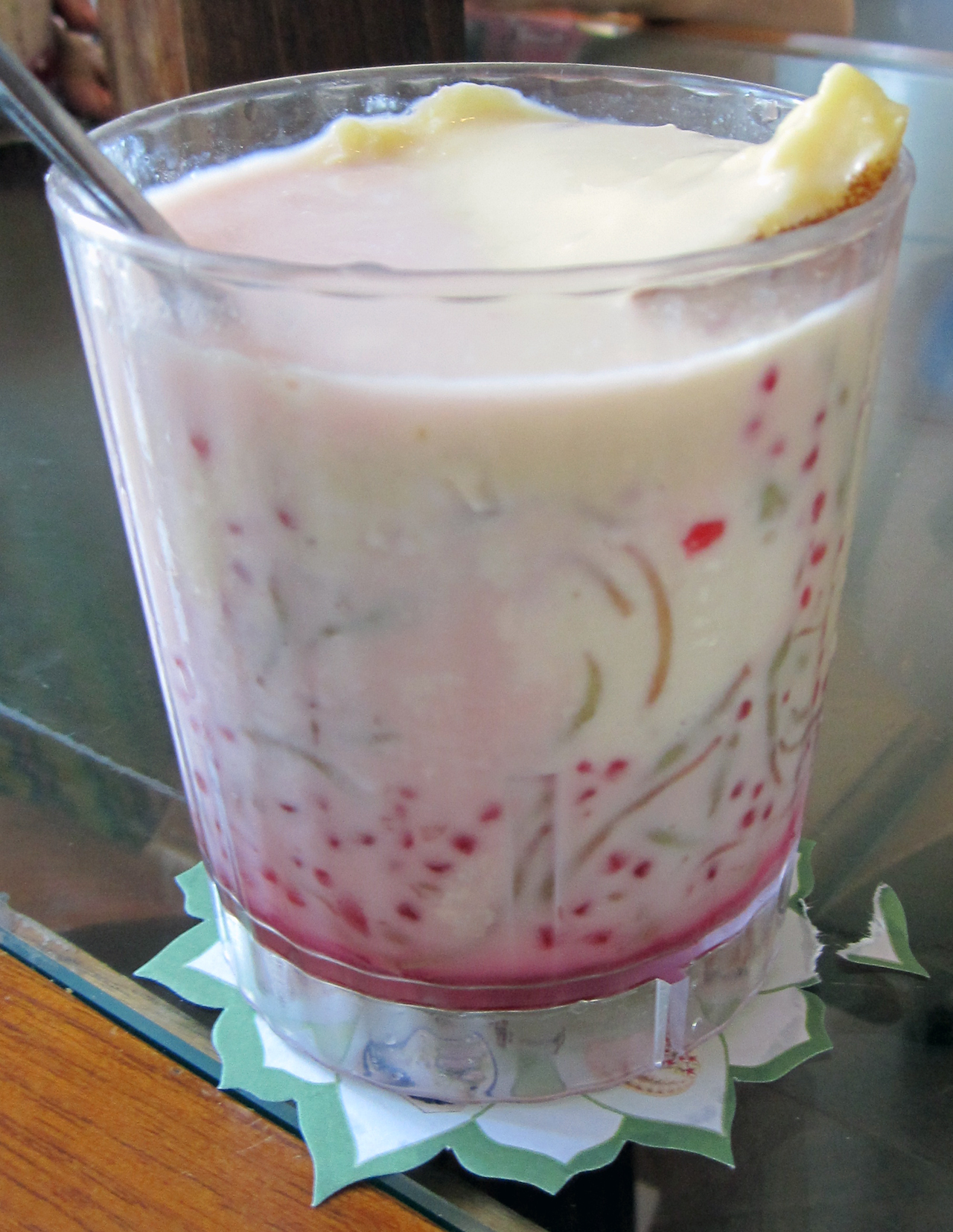
Faluda au Myanmar.

Les origines du falooda remontent à la Perse où un dessert similaire, le faloodeh, était apprécié par la population perse. Le dessert arriva en Inde avec les nombreux marchands musulmans et les dynasties qui se sont installées en Inde. Pendant longtemps, le falooda a été réservé aux familles musulmanes nobles d'Asie du Sud, mais de nos jours, ce dessert est apprécié par tous. La forme actuelle du falooda a été développée sous l'empire moghol et s'est répandue au gré de ses conquêtes. Les dirigeants musulmans qui ont succédé aux Moghols ont apporté leurs propres adaptations au dessert, en particulier dans l'État d'Hyderabad et la nababie de la Carnatique, au sud de l'Inde. La glace était amassée durant l'hiver ou collectée sur les sommets montagneux et stockée dans des yakhchal, de vastes chambres souterraines isolées recouvertes d'un dôme. On pouvait ainsi disposer de glace durant tout l'été, même dans le désert. Plus tard, alors que la méthode de préparation s'améliorait, de l'eau de rose, du sucre et des vermicelles furent ajoutés à la recette. De nos jours, il y a de nombreuses versions du falooda. Certaines ne contiennent pas de nouilles, à la place, on y incorpore des fruits. Une des versions indiennes contient du kulfi, des nouilles d'amidon de blé transparentes et parfumées par un sirop. Certains faluda sont servis comme des milk-shakes.

## Usage métaphorique du terme
En hindoustani idiomatique, le terme faluda est parfois utilisé pour décrire quelque chose qui a été déchiqueté, en faisant référence aux vermicelles du dessert. Par exemple, quelqu'un sur lequel on a jeté du discrédit pourrait dire que son izzat (honneur) a été changé en falooda (इज़्ज़त का फ़ालूदा, عزت کا فالودہ, izzat ka falooda), ce qui équivaut grossièrement à dire que « sa réputation a été détruite ».

## Variantes
- En Inde, au Bangladesh, au Népal, au Pakistan et au Sri Lanka, le falooda est souvent servi comme un flotteur à la crème glacée. Il est préparé avec des graines de psyllium, des vermicelles, de l'eau de rose et du lait. Il est principalement consommé après le dîner.

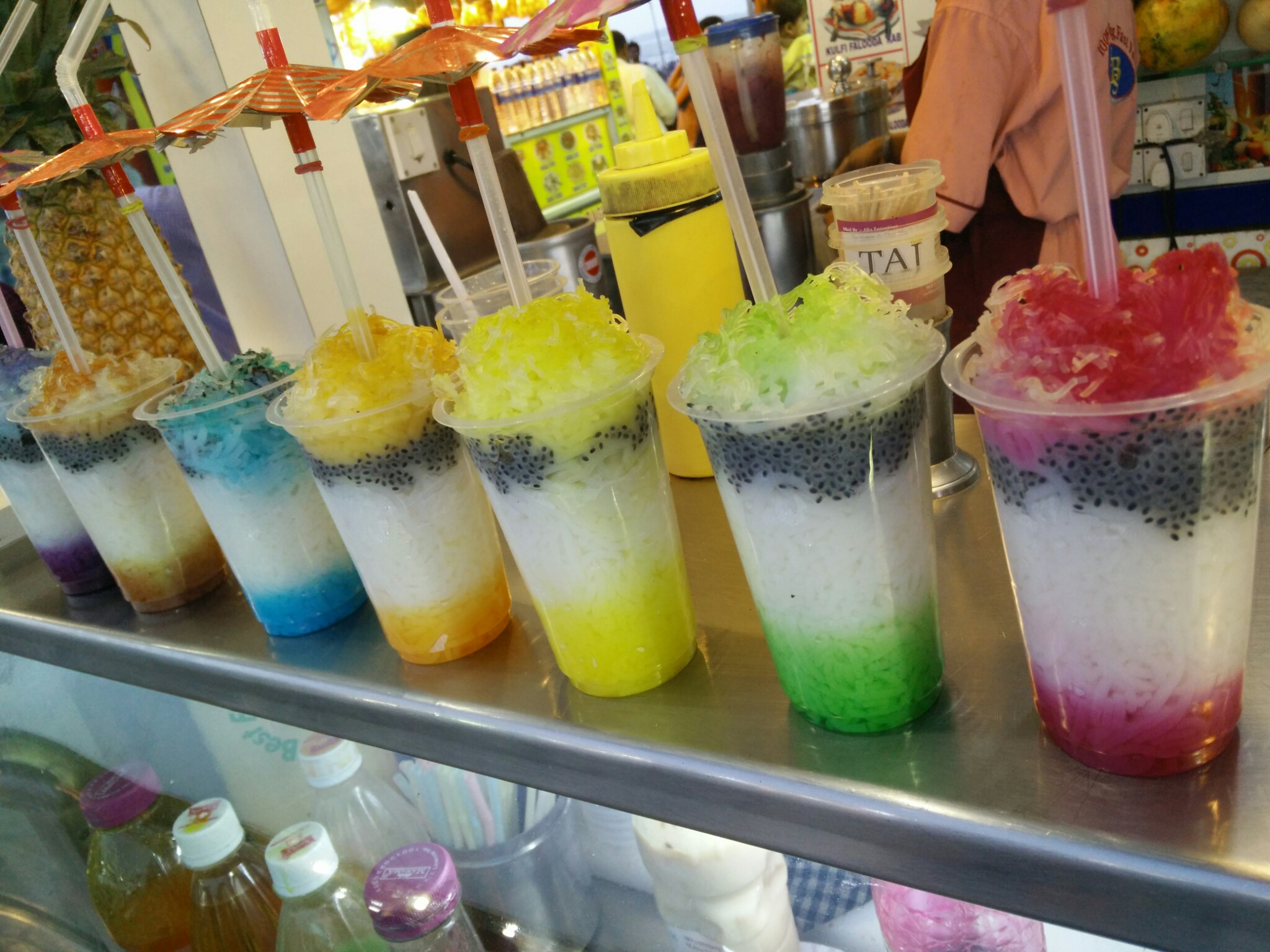
Faluda dans une boutique à Juhu Beach (Bombay).

- Au Bangladesh, une variante courante du falooda sur la côte sud du pays est préparée avec un extrait de ketaki (pandanus), des pistaches, des perles de sagou, de la crème de coco et de la mangue ainsi que du lait, des vermicelles ; on peut même inclure du thé noir fort pour lui donner une saveur distincte.
- La Malaisie et Singapour connaissent une boisson similaire appelée bandung.
- Le faluda est très proche de la boisson thaï nam manglak qui est préparée avec des ingrédients différents tels que de la gelée émincée, des perles de tapioca, des larmes-de-Job mélangées avec du sucre, de l'eau et de l'eau de rose.
- Les Kurdes irakiens ont aussi leur propre version mais préparée avec des vermicelles plus épais.
- Une version moderne est-asiatique de ce breuvage est le thé aux perles.
- Un type de falooda célèbre, appelé Andrea, nécessite de mélanger divers sirops de rose avec du lait crémeux et des perles de tapioca pré-cuites.
- Faluda rabri[4].
- La version mauricienne est appelée alouda, qui est une variante du mot falooda et la boisson est presque identique dans ses ingrédients et sa saveur.
- En Afrique du Sud, il existe aussi une variante qui partage ce nom[5], et qui est souvent servie en tant que milkshake à boire pendant ou après un repas.